# CNCO (音樂團體)
CNCO 是一個拉丁男團，其成員包括：克里斯托弗·韋萊斯、理查·卡馬喬、扎布迪爾·德耶穌、喬爾·皮門特爾及艾瑞克·布萊恩·科隆，粉絲團名為「CNCOwners」。 他們在《樂隊》奪得冠軍並贏得和索尼音樂的5年合約。
他們在出道後便獲得和瑞奇·馬丁一同巡演的機會，單曲《Tan Fácil》及《Quisiera》均獲得佳績。 2016年8月6日，他們推出首張專輯《第一次約會》。 歌曲《慢雷鬼 (讓我們跳舞)》的觀看次數已在YouTube破十億。

## 演藝經歷

### 2015：參與電視節目和《把我的心回饋給我》
2015年，CNCO在電視節目中獲得冠軍，樂團名稱是在節目決賽時起用。CNCO的西班牙文為「cinco」，意思是五個人。在贏得比賽後，他們獲得索尼音樂的唱片合約，饒舌歌手Wisin承諾將為他們製作出道專輯。瑞奇·馬丁是他們的代理人。
他們於決賽表演《把我的心回饋給我》，更有1世代拍攝祝賀影片。他們在時報廣場的新年慶祝活動重新演繹這首歌曲。

### 2016：瑞奇·馬丁 One World Tour 和《第一次約會》
2016年1月29日，他們推出首張單曲《簡單》， 並空降告示牌的Latin Rhythm Airplay第25名，在 Hot Latin Songs 排名第23名， 更在iTunes的Latino榜排在首位，之後又在 Latin Airplay chart排名第一。1月30日，他們在邁阿密海灘會議中心舉行首場演唱會。
他們分别在美國的佛羅里達州的荷里活 、波多黎各的聖胡安及南美洲的智利和阿根廷的場次作為瑞奇·馬丁One World Tour的開場嘉賓。
5月13日，他們推出第二首主打單曲《我想》，在告示牌榜單熱門拉丁歌曲登上29位，而其音樂錄影帶則在6月3日發行。同月，他們在洋基體育場演唱美國國歌。他們在青年獎的六項提名獲得五個獎項，包括最上口的歌曲《Tan Fácil 簡單》、我最喜愛流行／搖滾藝人、製作人選擇獎、我最喜愛推特藝人及我最喜愛粉絲團5個獎項；他們亦在典禮上表演。 
8月，他們在《告示牌》舉辦的「新拉丁男團選舉」中獲最高票數。10月7日，推出單曲《慢雷鬼 (讓我們跳舞)》，為他們最成功的作品，在熱門拉丁歌曲最高排名為第6位，告示牌榜外單曲榜排位最高為第11名。11月，他們為《墜入愛河》拍攝音樂錄影帶，並宣布將於2017年2月在拉丁美洲舉行首個巡迴演出。

### 2017至今：「超越」巡迴演唱會和首張同名專輯《CNCO》
2017年2月7日，他們在告示牌拉丁音樂頒獎禮獲得四項提名，包括年度藝人及其餘三個獎項。 同月，公佈了「超越」巡迴演唱會的場次，包括玻利維亞的科恰班巴，一共15個國家、40場在中美洲、南美洲、墨西哥、葡萄牙、西班牙及美國的演出。4月4日，發佈了第二張專輯的首波主打《嘿，DJ》。8月18日，推出《慢雷鬼 (讓我們跳舞)》的混音版，並找來混合甜心客串。在10月20日，他們推出第二張專輯的第二首單曲《媽咪》，在2018年3月3日，專輯第三張單曲《我的解藥》正式發行。
在2018年2月26日，宣布首張同名專輯將於4月6日在各大數位平台正式推出。

## 評價
告示牌雜誌的格里塞爾．達佛洛雷斯指CNCO將是另一個引領拉丁音樂的男子團體，像拉丁天團Magneto、Menudo、Uff!及Salserín一樣。

## 爭議
在2018年1月26日，當在iHeart Radio Music Awards接受入圍訪問時，該電台將防彈少年團和CNCO作比較，指防彈少年團是韓國的CNCO。主播嘗試用韓語唱CNCO的歌曲《Mamita》，並融合PSY的江南Style和古坂大魔王的PPAP，引起了批評，也連帶波及了CNCO。

## 音樂作品
| # | 專輯資訊                                                         | 曲目 |
| - | ---------------------------------------------------------------- | --- |
| 1 | 第一次約會 - 發行日期：2016年8月26日 - 唱片公司: 索尼音樂 (拉丁) | 平裝版 1. 我想 Quisiera 2. 簡單 Tan Fácil 3. 慢雷鬼 (讓我們跳舞) Reggaetón Lento (Bailemos) 4. 第一次約會 Primera Cita 5. 墜入愛河 Para Enamorarte 6. 我不明白 No Entiendo 7. 把我的心回饋給我 Devuélveme Mi Corazón 8. 彗星 Cometa 9. 再見 Volverte a Ver 10. 你的光 Tu Luz 11. Cien 12. 超越 Más Allá 13. 我想 (民謠混音) Quisiera (ft. Abraham Mateo) [Ballad Remix] 14. 簡單 (城市混音)Tan Fácil (ft. Wisin) [Urban Remix] 巴西版本 1. 簡單 (西班牙文－葡萄牙文版) Tan Fácil (Spanish-Portuguese Version)(w/ Zé Felipe) |
| 2 | CNCO (專輯) - 發行日期：2018年4月6日 - 唱片公司: 索尼音樂 (拉丁) | 平裝版 1. 只有我 Sólo Yo 2. 嘿,DJ(和蘭德爾·維蓋利亞·馬拉夫合作) Hey DJ (ft. Yandel) 3. 它變得瘋狂 Se Vuelve Loca 4. 美麗的女孩 Mamita 5. 我家的派對 Fiesta en Mi Casa 6. 令人難忘的夜晚 Noche Inolvidable 7. 漂亮的女孩 Bonita 8. 我愛你 Estoy Enamorado de Ti 9. 壞態度 Mala Actitud 10. 我的解藥 Mi Medicina 11. 戀愛中 Fan Enamorada 12. 不要離開我 No Me Sueltes 13. 向我證明你的愛 Demuéstrame 14. 慢雷鬼 (讓我們跳舞) (和混合甜心合作) Reggaetón Lento (Bailemos) (ft. Little Mix)[Remix]                             |

## 巡迴演出

### 個人
- 2017: 超越 巡迴演唱會 [29][30]
- 2018-2019: CNCO 世界巡迴演唱會[38][39]

### 開場嘉賓
- 2016: One World Tour (Ricky Martin)[20][21]
- 2017: "危險女人"世界巡迴演唱會會（英语：Dangerous Woman Tour）
- 2017: 安立奎·伊格萊西亞斯及皮普保羅世界巡迴演唱會（英语：Enrique Iglesias And Pitbull Tour）

## 成員
| 成員列表          |                    |                                            |          |        |        |
| 本名              | 中文譯名           | 出生日期／出生地點                         | 代表國家 | 星座   | 身高   |
| Christopher Vélez | 克里斯托弗·韋萊斯  | 1995年11月23日 · 美国紐澤西州              | 厄瓜多   | 射手座 | 1.8 米 |
| Richard Camacho   | 理查德·卡馬喬      | 1997年1月22日 · 美国紐澤西州               | 多米尼克 | 水瓶座 | 1.8 米 |
| Zabdiel De Jesús  | 扎布迪埃爾·德耶穌  | 1997年12月13日 · 美国波多黎各巴亚蒙        | 波多黎各 | 射手座 | 1.8 米 |
| Joel Pimentel     | 喬爾·皮門特爾      | 1999年2月28日 · 美国加利福尼亞州希斯皮里亞 | 墨西哥   | 雙魚座 | 1.8 米 |
| Erick Brian Colón | 艾瑞克·布賴恩·科隆 | 2001年1月3日 · 古巴                        | 古巴     | 魔羯座 | 1.8 米 |

### 克里斯托弗·韋萊斯
克里斯托弗·布萊恩特貝萊斯·穆尼奧斯（Christopher Bryant Vélez Muñoz）搬到厄瓜多爾的洛哈居住。在18歲時，搬回美國。

### 理查德·卡馬喬
理查德·卡馬喬 (Richard Yashel Camacho Puello）擁有多米尼克血統，他有兩個兄弟及一個妹妹，還有一個女兒叫阿麗雅·索非亞·卡馬喬(Aaliyah Sofia Camacho)。他父親是一名攝影師和音樂家，而他母親是一名舞者。他有參與創作慢雷鬼及與混合甜心合作的慢雷鬼(混音版)。

### 扎布迪爾·德耶穌
扎布迪爾·德耶穌·科隆（Zabdiel De Jesús Colón）在12歲，因為參加嘻哈和騷沙教堂合唱團而對唱歌有興趣。

### 喬爾·皮門特爾
喬爾·皮門特爾·德萊昂（Joel Pimentel De Leon）擁有墨西哥血統、三個兄弟，在8歲發展對唱歌的興趣，其後因受祖父影響而學習音樂劇和唱歌。於2021年五月十日退出。

### 艾瑞克·布萊恩·科隆
艾瑞克·布萊恩·科隆（Erick Brian Colón）在2012年和媽媽及兄弟姊妹搬到佛羅里達州的坦帕。他發展打籃球、跳舞及音樂的興趣

## 獲獎與提名
他們在2016年的青年獎以新人之姿勇奪六項獎項，包括我最喜愛的流行搖滾藝人、製作人選擇獎、我最喜愛的推特藝人、最吸引的歌曲及我最喜愛的粉絲團。之後在拉丁美洲音樂獎再贏得3個獎項－最喜愛的流行或搖滾新人獎、最喜愛的流行或搖滾組合或團體獎和Xfinitiy年度新人獎。

## 外部連結
- CNCO 官方網站（页面存档备份，存于）